# 济南历史

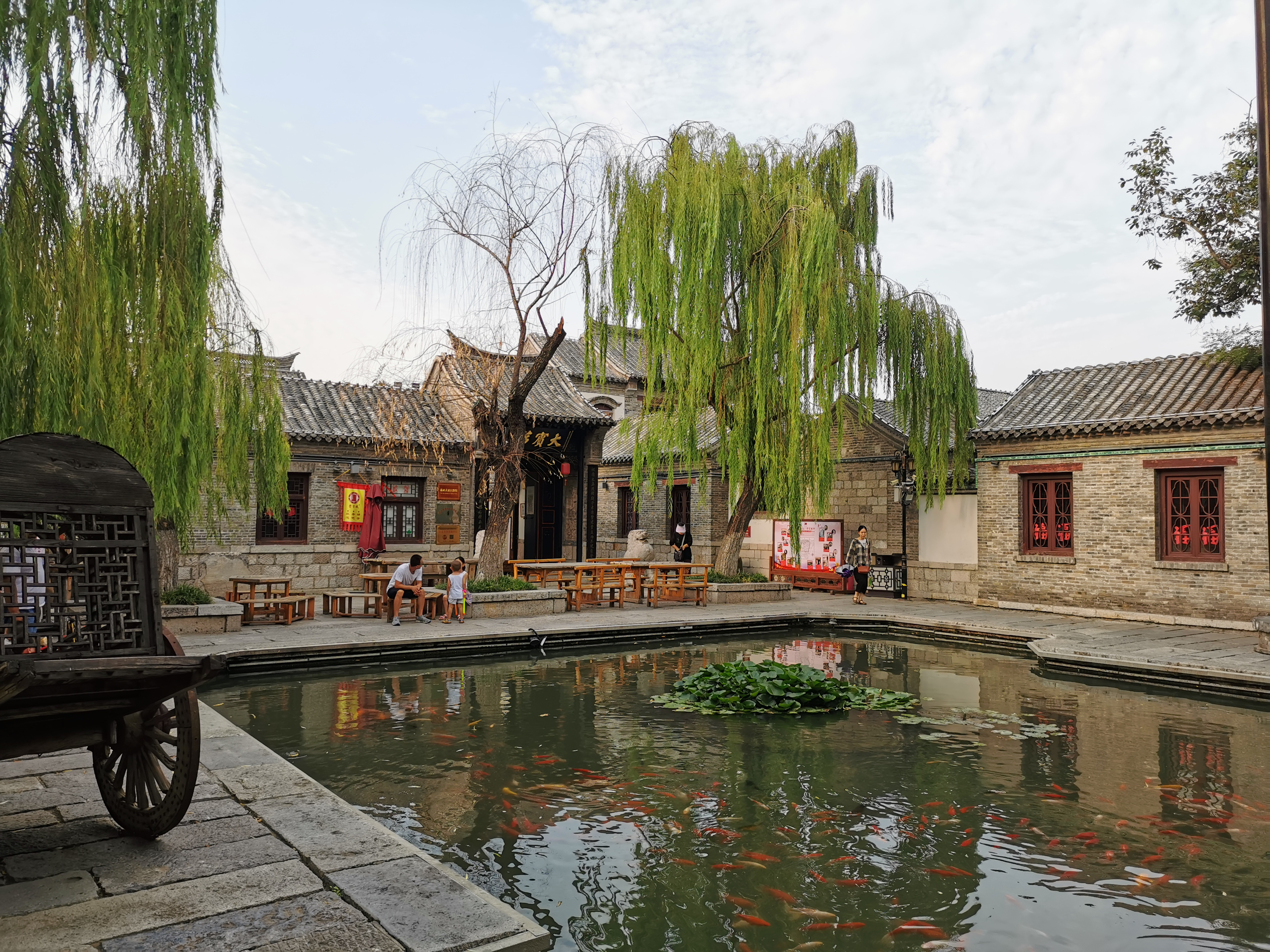
百花洲区域的老濟南城

济南拥有悠久的历史，1986年12月被国务院公布为国家历史文化名城。济南因地处济水之南而得名，早在八九千年之前的新石器时代早期，济南地区就已有了人类活动的踪迹。北辛文化、大汶口文化、龙山文化等时期的文化遗址在济南地区均有发现。商代，城子崖一带，建立了谭国。西周，行分封制，济南地区属于齐国。秦朝实行郡县制，今济南市区地属济北郡，称历下邑。汉初，设立济南郡，此为“济南”一名出现之始，当时郡治设在东平陵（今章丘县平陵城），东汉至魏晋，济南多次在济南国及济南郡间变换。晋永嘉年间，济南郡治由东平陵移至历城。北魏，在济南郡之地置齐州，治所仍在历城。隋唐，或为齐郡，或为齐州。1116年，宋徽宗升州为府，齐州改称济南府。金代，济南府属山东东路。元代，改称济南路，直隶于中书省。明初，曾置山东行省，以济南府为山东布政使司、山东都指挥使司及山东按察使司驻地，济南始为山东首府，从此济南成为山东地区的政治中心。清代，济南仍为山东省治。中华民国成立后，改府为道，济南初属岱北道，1914年改称济南道。1929年设立济南市。1948年9月24日，人民解放军攻克济南。

## 史前時代
发源于济南的龙山文化存在于距今5000-4100年前左右，分布于黄河的中下游。龙山文化是中国青铜器文化的形成期，当时已有了较为发达的畜牧业，且巫术活动较多。这是一个父权社会文明，私有财产出现，并开始有了阶级社会。其黑陶制品成为了著名的艺术品。

## 古代
相传舜曾“渔于雷泽，躬耕于历山”。历山即济南市区南部的千佛山。所以市内至今还散遺各個以舜命名的地名，如“舜井”、“舜耕路”、“舜耕山”等。
商代末期帝乙、帝辛（纣）克东夷时甲骨文卜辞中的“泺(音洛，四声)”字即今日的趵突泉，从而把济南泉水有文字记载的历史上溯至3544年前（即公元前1542年）。春秋时期著名的齐晋“崤”之战发生在市北的马鞍山一带。
中国首部诗歌总集《诗经》中的一首名叫《大东》的诗词，是现存最早的一篇有关济南的文献。
汉代公元前164年设立济南国，公元前154年又废国改郡。汉灵帝时，曹操曾任济南相。西晋永嘉(307～312年)年间，济南郡治由东平陵移至历城。隋朝开皇三年(583年)，改济南郡为齐州。这段时期济南的佛教比较兴盛，留有千佛山、灵岩寺、千佛崖石窟造像、四门塔（中国现存最古老的石塔）等佛教遗迹。
到了宋代济南属京东路，沿称齐州。宋徽宗政和六年（公元1116年），齐州升为济南府。曾巩任职于济南时曾各种赋诗撰文，促进了济南文学的发展。南宋年间，济南的文学更加繁荣，出现了李清照、辛弃疾等中国历史上的著名宋词作家，两人被称作“济南二安”（李清照的号为“易安”）。
中国广告史上最早的商业印刷广告，出现在宋代的济南。上海博物馆藏的北宋济南刘家针铺广告铜版，是现存最早的工商业印刷广告。在这则高12.5厘米，宽13厘米的广告铜板上，中心位置绘有商标——白兔捣药图，广告的标题是商店名称“济南刘家功夫针铺”，告诉人们商店的地址是“认门前白兔儿为记”，商店经营项目、质量要求和经营方针是：“收买上等钢条，造功夫细针，不误宅院使用；可转为贩，别有加饶。请记白”。这是目前世界上发现的最早印刷广告文物，比西方的印刷广告早三百多年。
元朝济南的文化依旧兴盛，产生过杜仁杰、张养浩等著名文学家和散曲文人。
明初，曾置山东行省，济南始为山东首府，清代济南仍为山东省治。康熙年间，济南的商业开始逐渐发展。

## 近代
1904年，济南开设了商埠，工商业有了进一步的发展。1911年津浦铁路开通并路过济南。1912年清政府被推翻，中华民国成立后，济南改作济南市。民国时期济南的工商业更加繁荣，瑞蚨祥、大观园商业城和济南嘉禾卷烟厂开张，商埠的面积不断扩大。
1928年，进行北伐的国民革命军占领济南。而日本却借口以“北伐军杀害济南日本侨民”为由，于5月3日出兵济南报复，将国民政府外交部特派山东交涉员蔡公时及署内职员17人虐杀，随后对城中百姓进行大规模屠杀，超过6000中国居民被杀害，史称“五三惨案”。直至次年3月，南京国民政府与日本政府签订《中日济案协定》之后，日军才退出济南。
1937年，日本侵华战争爆发。同年12月，汉奸马良出城迎接欲侵略济南的日军进城，济南陷落。1945年8月日军战败，国民政府于同年收复济南。
1948年国共内战时期，战乱导致全国物价飞涨、纸币贬值，济南经济全面崩溃，商埠逐渐消失。同年9月24日，中国人民解放军占领济南，并成立济南特别市和济南市人民政府。

## 现代
中华人民共和国成立后，济南进行工商业社会主义改造，各商铺以及工厂改由公私合营办理。
文化大革命时期，济南再次陷入混乱局面。学校和单位以开批斗大会为由停止工作，全市各部门瘫痪，红卫兵上街抄家、武斗。
1978年改革开放后，济南进入复苏阶段。有轻骑、小鸭、浪潮和鲁能等著名企业出现，居民的生活水平有所提高，商业、旅游业、体育业也有所发展。
2004年济南成为亚洲杯足球赛的主赛场之一，2009年济南承办了中华人民共和国第十一届全运会。